# Communauté de communes du Pays de Saint-Marcellin
Die Communauté de communes du Pays de Saint Marcellin ist ein ehemaliger französischer Gemeindeverband mit Rechtsform einer Communauté de communes im Département Isère, dessen Verwaltungssitz sich in dem Ort Saint-Marcellin befand.
Der Ende 1996 gegründete Gemeindeverband bestand aus 15 Gemeinden auf einer Fläche von 200,9 km2.

## Aufgaben
Zu den vorgeschriebenen Kompetenzen gehörten die Entwicklung und Förderung wirtschaftlicher Aktivitäten und des Tourismus sowie die Raumplanung auf Basis eines Schéma de Cohérence Territoriale. Der Gemeindeverband bestimmte die Wohnungsbaupolitik. Die Abfallwirtschaft und -entsorgung sowie weitere Kompetenzen zur Wirtschaftsentwicklung waren an zwei übergeordnete Verbände abgegeben, die aus den drei Communauté de communes Bourne à l’Isère, Chambaran Vinay Vercors und Pays de Saint-Marcellin gebildet wurden.

## Historische Entwicklung
Mit Wirkung vom 1. Januar 2017 fusionierte der Gemeindeverband mit der Communauté de communes de la Bourne à l’Isère und der Communauté de communes Chambaran Vinay Vercors und bildete so die Nachfolgeorganisation Communauté de communes du Sud Grésivaudan.

## Ehemalige Mitgliedsgemeinden
Folgende 15 Gemeinden gehörten der Communauté de communes du Pays de Saint Marcellin an:
| Gemeinde                 | Einwohner 1. Januar 2022 | Fläche km² | Dichte Einw./km² | Code INSEE | Postleitzahl |
| ------------------------ | ------------------------ | ---------- | ---------------- | ---------- | ------------ |
| Bessins                  | 117                      | 4,7        | 25               | 38041      | 38160        |
| Chatte                   | 2.476                    | 22,8       | 109              | 38095      | 38160        |
| Chevrières               | 737                      | 16,6       | 44               | 38099      | 38160        |
| La Sône                  | 614                      | 3,0        | 205              | 38495      | 38840        |
| Montagne                 | 273                      | 8,8        | 31               | 38245      | 38160        |
| Murinais                 | 408                      | 8,2        | 50               | 38272      | 38160        |
| Saint Antoine l’Abbaye   | 1.258                    | 22,2       | 57               | 38359      | 38160        |
| Saint-Appolinard         | 403                      | 24,8       | 16               | 38360      | 38160        |
| Saint-Bonnet-de-Chavagne | 659                      | 15,2       | 43               | 38370      | 38840        |
| Saint-Hilaire-du-Rosier  | 1.934                    | 16,4       | 118              | 38394      | 38840        |
| Saint-Lattier            | 1.468                    | 18,2       | 81               | 38410      | 38840        |
| Saint-Marcellin          | 7.705                    | 7,8        | 988              | 38416      | 38160        |
| Saint-Sauveur            | 2.108                    | 9,4        | 224              | 38454      | 38160        |
| Saint-Vérand             | 1.723                    | 17,8       | 97               | 38463      | 38160        |
| Têche                    | 599                      | 5,0        | 120              | 38500      | 38470        |